# Shavez Hart
Shavez Hart (* 6. September 1992 in Coopers Town; † 3. September 2022 in Mount Hope) war ein bahamaischer Leichtathlet.

## Leben
Shavez Hart besuchte die St. Georges High School in Freeport und nahm 2010 erstmals an nationalen Juniorenwettkämpfen teil. Er besuchte 2012 das South Plains College in Levelland, Texas. Dort konnte er die 100 und 200 Meter99 bei den nationalen College Meisterschaften gewinnen. 2013 besuchte er die Texas A&M University und gewann bei den Zentralamerika- und Karibikmeisterschaften mit der 4-mal-100-Meter-Staffel die Goldmedaille. Die Staffel stellte dabei einen neuen Landesrekord auf, den sie bei den Weltmeisterschaften in Moskau einen Monat später nochmals unterbieten konnten. Es folgten eine Teilnahme an den Commonwealth Games 2014 und Panamerikanischen Spiele 2015. Des Weiteren ging Hart auch bei den Weltmeisterschaften 2015 in der 4-mal-100-Meter-Staffel an den Start. Im März 2016 konnte Hart bei den Hallenweltmeisterschaften in Portland Silber mit der 4-mal-400-Meter-Staffel gewinnen. Bei den Olympischen Spielen 2016 in Rio de Janeiro schied Hart über 100 Meter und 200 Meter jeweils im Vorlauf aus. Ein Jahr später nahm Hart an den IAAF World Relays und Weltmeisterschaften teil. Bei den IAAF World Relays 2019 gehörte Hart wie zwei Jahre zuvor zur Staffel über 4-mal 200 Meter. Hart beendete in diesem Jahr seine Karriere.
Als Hart am 3. September 2022 gegen 2 Uhr morgens auf einem Parkplatz eines Nachtclubs einen Streit schlichten wollte, zog eine Person eine Waffe und schoss Hart in die Brust. Zwar wurde Hart in ein Krankenhaus eingeliefert, jedoch verstarb Hart bereits zuvor. Er wäre wenige Tage später 30 Jahre alt geworden.